# ВЭПП-2
ВЭПП-2 (Встречные Электрон-Позитронные Пучки) — один из первых электрон-позитронных коллайдеров, созданный и запущенный в Институте ядерной физики СО АН СССР под руководством Г. И. Будкера в 1965 году.

## История
Вскоре после начала командой Будкера работ над созданием установок на встречных пучках (1956 год), первым из которых был электрон-электронный коллайдер ВЭП-1 на энергию 130 МэВ в пучке, было начато проектирование аналогичной электрон-электронной установки на энергию 500 МэВ. Однако после публикации Панофского в 1958 году статьи о работе над созданием аналогичной машины (CBX) в американской лаборатории SLAC было принято решение строить электрон-позитронный коллайдер на энергию 700 МэВ в пучке. В 1963 году ускоритель был смонтирован, а в 1965 году — был произведён запуск с двумя пучками.
В 1972 году коллайдер ВЭПП-2 остановил свою работу, а в 1974 году заработал новый жёсткофокусирующий электрон-позитронный коллайдер ВЭПП-2М на ту же энергию 700 МэВ в пучке, но существенно более высокую светимость. Кольцо ВЭПП-2 стало работать бустером электронных и позитронных пучков для ВЭПП-2М.
В 1989 году на ускорительном комплексе ВЭПП-2М на месте демонтированного ВЭПП-2 заработал новый жёсткофокусирующий бустер БЭП, накопитель ВЭПП-2 был окончательно демонтирован и отправлен на металлолом.

## Описание
Накопитель ВЭПП-2 представлял собой слабофокусирующий синхротрон, состоявший из 4-х 90° поворотных магнитов с градиентом магнитного поля, и 4-х прямолинейных пустых промежутков. Два промежутка использовались для инжекции позитронных и электронных пучков, один промежуток занимал ВЧ-резонатор, в оставшемся — располагался детектор. Инжекция частиц по однооборотной схеме с накоплением пучка происходила в вертикальной плоскости. Инжектором служил импульсный синхротрон Б-3М, интенсивный пучок которого для производства позитронов сбрасывался на конверсионную систему, состоявшую из конвертора (вольфрамовая пластина) и системой короткофокусных осесимметрических параболических линз (т. н. ха-ха-линзы). Светимость коллайдера составляла 3,8×1029см−2с−1.

## Детекторы и результаты
На коллайдере в разное время работало 3 детектора. Основой детекторов служили искровые камеры. Были измерены массы и ширины Фи- и омега мезонов.